# رایان فلاوفیلد

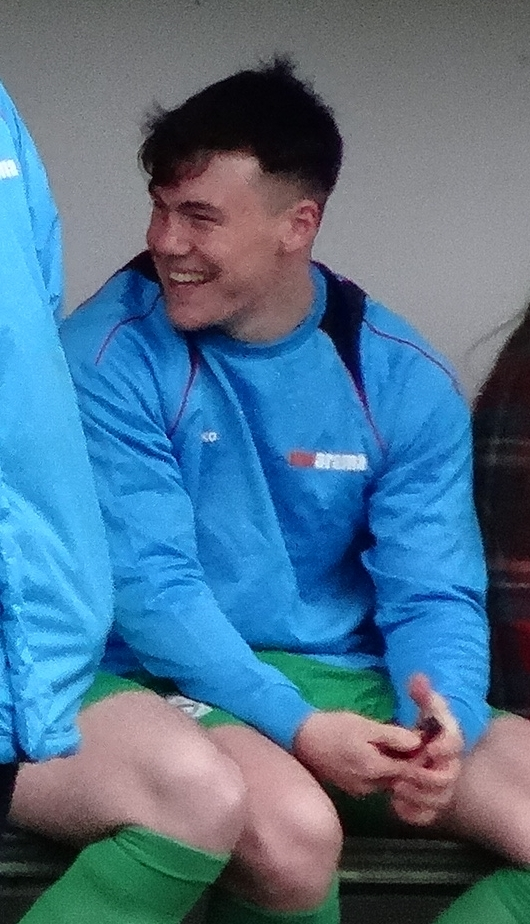
تصویری از رایان فلاوفیلد با پیرهن آبی مایل به قرمز

رایان فلاوفیلد (انگلیسی: Ryan Fallowfield؛ زادهٔ ۳ ژانویهٔ ۱۹۹۶) بازیکن فوتبال اهل بریتانیا است.
از باشگاه‌هایی که در آن بازی کرده‌است می‌توان به باشگاه فوتبال هال سیتی، باشگاه فوتبال ماتلوک تاون، باشگاه فوتبال هروگیت تاون، و باشگاه فوتبال نورث فریبی یونایتد اشاره کرد.